# Castelnou (hrad)
Hrad Castelnou je postaven nad vesnicí Castelnou ve východní části francouzských Pyrenejí nedaleko Thuir v departementu Pyrénées-Orientales.
Hrad byl založen budoucími pány z Castelnou okolo let 988–900 a stal se správním a vojenským centrem celé oblasti Vallespir. V současnosti je v hradním areálu otevřena restaurace „Le Vicomté“ a produkuje se tam vlastní víno.